# Resolutie 301 Veiligheidsraad Verenigde Naties
Resolutie 301 van de Veiligheidsraad van de Verenigde Naties werd op 20 oktober 1971 door de VN-Veiligheidsraad aangenomen. Dit gebeurde met dertien stemmen voor, terwijl Frankrijk en het Verenigd Koninkrijk zich onthielden. De resolutie riep de landen op hun diplomatieke- en economische relaties met het door Zuid-Afrika bezette Zuidwest-Afrika te herzien.

## Achtergrond
Zuid-Afrika had na de Eerste Wereldoorlog een mandaat gekregen om Zuidwest-Afrika, het huidige Namibië, te besturen. Daar kwam tegen de jaren zestig verzet tegen. Zeker nadat Zuid-Afrika een politiek van apartheid begon te voeren, kwam er ook internationaal verzet, en in 1968 beëindigde de Verenigde Naties het mandaat. Zuid-Afrika weigerde Namibië te verlaten en hun verdere aanwezigheid werd door de VN illegaal verklaard.

## Inhoud
De Veiligheidsraad:
- Herbevestigt het recht van de Namibische bevolking op vrijheid en onafhankelijkheid.
- Erkent de verantwoordelijkheid van de VN voor Namibië evenals het feit dat landen hiermee rekening moeten houden in hun relaties met Namibië.
- Herbevestigt de resoluties 264, 276 en 283.
- Herinnert aan resolutie 284 waarin het Internationaal Gerechtshof om advies werd gevraagd:
Wat zijn de juridische gevolgen voor landen van de blijvende aanwezigheid van Zuid-Afrika in Namibië, ongeacht resolutie 276?
- Is erg bezorgd om de Zuid-Afrikaanse weigering om aan de VN-resoluties te voldoen.
- Herinnert aan resolutie 282 over het wapenembargo tegen Zuid-Afrika en het belang daarvan voor Namibië.
- Erkent de legitimiteit van de beweging van het Namibische volk tegen de illegale bezetting door Zuid-Afrika en hun recht op zelfbeschikking en onafhankelijkheid.
- Neemt akte van de verklaringen van de Organisatie van Afrikaanse Eenheid.
- Neemt nog akte van de verklaring van de VN-Raad voor Namibië.
- Heeft de verklaringen van Zuid-Afrika gehoord.
- Heeft het rapport van het subcomité voor Namibië gehoord.

1. Herbevestigt de verantwoordelijkheid van de VN over Namibië en de plicht om de rechten van het Namibische volk te steunen.
2. Herbevestigt de nationale eenheid en territoriale integriteit van Namibië.
3. Veroordeelt de handelingen van Zuid-Afrika om die eenheid te vernietigen, zoals de oprichting van bantoestans.
4. Verklaart dat Zuid-Afrika's blijvende aanwezigheid in Namibië onrechtmatig is en dat Zuid-Afrika aansprakelijk blijft voor schendingen van de rechten van het Namibische volk.
5. Waardeert het advies van het Internationaal Gerechtshof van 21 juni.
6. Gaat akkoord met de mening van het Hof zoals weergegeven in paragraaf °133:
  1. De blijvende Zuid-Afrikaanse aanwezigheid is illegaal en Zuid-Afrika moet onmiddellijk zijn administratie uit Namibië terugtrekken en de bezetting beëindigen.
  2. VN-lidstaten moeten die illegaliteit erkennen en geen zaken doen met Zuid-Afrika die erkenning impliceren of steun betekenen.
  3. Het is de plicht van niet-VN-lidstaten om de VN te steunen inzake Namibië.
7. Verklaart dat alles inzake de rechten van het Namibische volk de VN aangaat en dat landen hier rekening mee moeten houden als ze zaken doen met Zuid-Afrika.
8. Roept Zuid-Afrika nogmaals op zich terug te trekken uit Namibië.
9. Verklaart dat verdere weigering van Zuid-Afrika schade toebrengt aan de vrede en veiligheid in de regio.
10. Herbevestigt de voorwaarden in resolutie 283, in het bijzonder de paragrafen °1 tot °8 en °11.
11. Roept alle landen op om:
a. Geen verdragen met Zuid-Afrika aan te gaan waarbij Zuid-Afrika optreedt in naam van Namibië.
b. Geen verdragen met Zuid-Afrika na te leven die Namibië aangaan en gaan over intergouvermentele samenwerking.
c. Bilaterale verdragen met Zuid-Afrika na te kijken om te verzekeren dat ze niet onverenigbaar zijn met de paragrafen °5 en °6 hierboven.
d. Geen diplomatieke of speciale missies naar Zuid-Afrika te sturen die ook Namibië onder hun bevoegdheid hebben.
e. Geen consuls naar Namibië te sturen of deze terug te trekken.
f. Geen economische of andere relaties met Zuid-Afrika in naam van of met betrekking tot Namibië aan te gaan.
12. Verklaart dat franchises, rechten, titels en contracten verleend door Zuid-Afrika met betrekking tot Namibië na resolutie 2145 (XXI) van de Algemene Vergadering niet beschermd zijn tegen opeising door een toekomstige wettige regering in Namibië.
13. Vraagt het subcomité over Namibië zijn taak vastgelegd in resolutie 283 uit te voeren en in het bijzonder maatregelen te bekijken waarmee de VN zijn verantwoordelijkheid voor Namibië kan vervullen.
14. Vraagt het subcomité over Namibië om alle verdragen en akkoorden die in strijd met deze resolutie zijn na te kijken en hierover regelmatig te rapporteren.
15. Roept alle landen op om de rechten van het Namibische volk te steunen en daartoe deze resolutie uit te voeren.
16. Vraagt secretaris-generaal U Thant om regelmatig over de uitvoering van deze resolutie te rapporteren.

## Verwante resoluties
- Resolutie 284 Veiligheidsraad Verenigde Naties
- Resolutie 300 Veiligheidsraad Verenigde Naties
- Resolutie 309 Veiligheidsraad Verenigde Naties
- Resolutie 310 Veiligheidsraad Verenigde Naties

Lijst ·  292 ·  293 ·  294 ·  295 ·  296 ·  297 ·  298 ·  299 ·  300 ·  301 ·  302 ·  303 ·  304 ·  305 ·  306 ·  307